# منطقه حفاظت‌شده چنار
منطقهٔ حفاظت‌شدهٔ چنار یک منطقهٔ حفاظت‌شده با مساحت ۱۵۰۲۹ هکتار است که در استان مرکزی در ایران قرار دارد. این منطقهٔ حفاظت‌شده طبق مصوبهٔ شمارهٔ ۸۰۳ در تاریخ ۹۹/۱۱/۰۶ در فهرست مناطق تحت حفاظت سازمان محیط زیست ایران قرار گرفت.